# مبنى الجمعية التشريعية الجديدة لولاية ساراواك
مبنى الجمعية التشريعية لولاية ساراواك الجديد (بالملايوية: Bangunan Dewan Undangan Negeri Sarawak Baru)‏ هو المجمع التشريعي الحالي لولاية ساراواك، في كوتشينغ، ماليزيا. يضم المجلس التشريعي لولاية ساراواك، حيث يلتقي أعضاء مجلس الولاية من جميع أنحاء ساراواك ويترأسون المناقشات ويمررون القوانين.
يقع المجمع على الضفة الشمالية لنهر ساراواك بين أستانة، و هي المقر الرسمي ليانغ دي بيرتوا نيغيري (حاكم ) ساراواك، وحصن مارغريتا.

## التاريخ

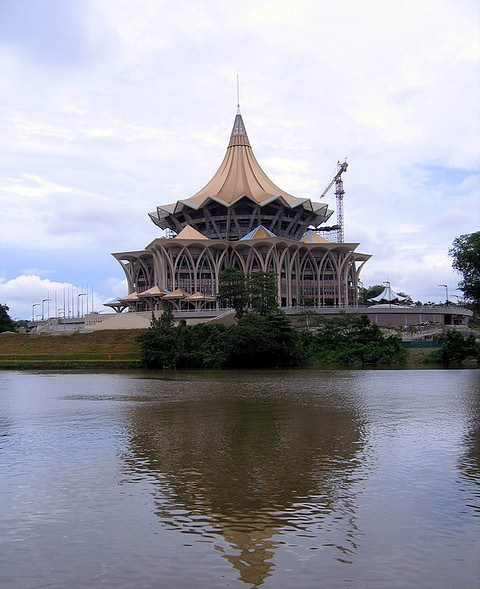
مبنى الجمعية التشريعية الجديدة لولاية ساراواك قيد الإنشاء في نوفمبر 2008.

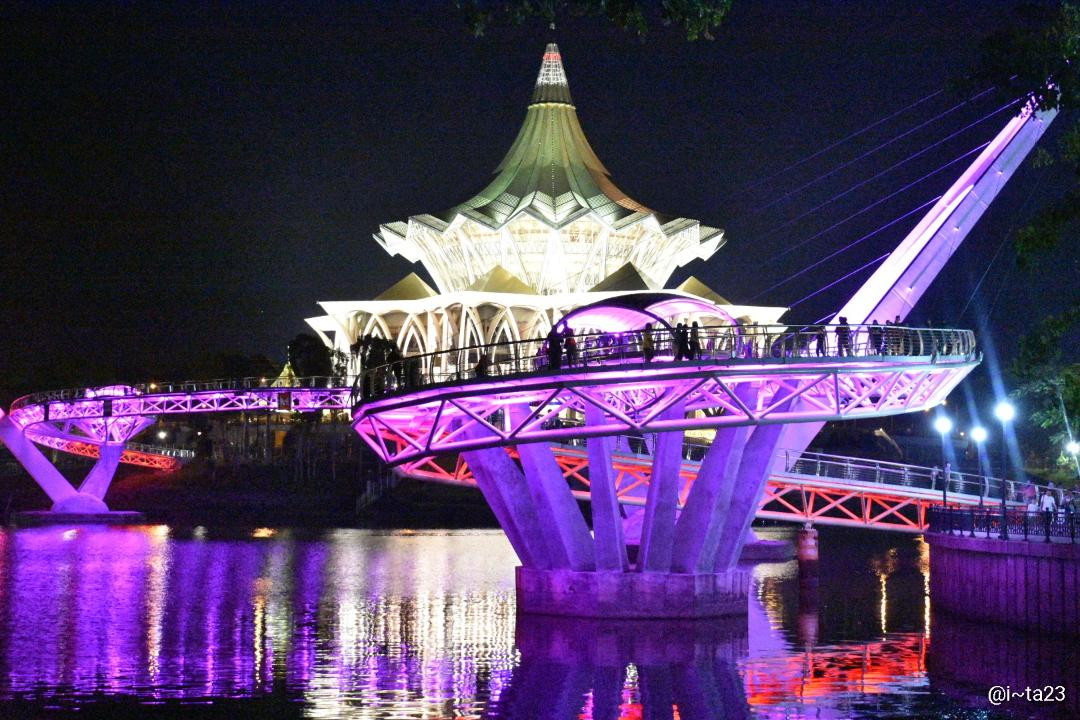
مبنى مبنى الجمعية التشريعية الجديدة لولاية ساراواك جنبًا إلى جنب مع جسر دارالهنا الذي تم افتتاحه مؤخرًا في الليل.

أقيم حفل وضع حجر الأساس للمبنى في سبتمبر 2004. كان مطورو المشروع الرئيسيين هم نعيم تشانديرا و PPES Works. تم تسليم المبنى إلى حكومة ساراواك في مايو 2009. تكلفة بناء المبنى 296.5 مليون رينجيت ماليزي.

## هندسة معمارية
يتكون المبنى من تسعة طوابق بارتفاع 27.7 متر، وقطر 30.9 متر، ومساحته 760 متر مربع. قال رئيس مجلس الدولة، داتو سري محمد أصفيا أوانج نصار، إن المبنى سيستمر لمدة 100 عام. تم تصميم المقطع العرضي للمبنى على شكل نجمة ذات تسع نقاط. المبنى مغطي بتصميم سقف مشابه لمظلة ملكية ماليزية (payung negara in Malay).